# Yōichi Wada
Yōichi Wada (jap. 和田 洋一, Wada Yōichi; * 28. Mai 1959 in der Präfektur Aichi) ist ehemaliger Präsident und stellvertretender Direktor des japanischen Videospiel- und Verlagsunternehmens Square Enix sowie dessen Tochtergesellschaft Taito. Er war vorher schon Präsident von Square und behielt den Titel auch nach der Fusion mit Enix im Jahr 2003. Er ist auch ehemaliger Vorsitzender der Computer Entertainment Supplier’s Association (CESA), ehemaliger Vorsitzender der Digital Content Use Promotion Conference, ehemaliger Präsident von Shinra Technologies und ehemaliges Mitglied des Japanese Brand and Contents Council. Derzeit ist er ein externer Direktor von Metaps.

## Leben
Wada wurde am 28. Mai 1959 in Nagoya, Aichi, Japan, geboren. Als Jugendlicher und junger Student war Wada ein Fan von Pong, Space Invaders, Donkey Kong und Xevious. Als er in Warschau lebte, mochte er auch Spiele der Computerspielserien Nobunaga’s Ambition und Romance of the Three Kingdoms. Bevor er zu Square kam, war Wada nach eigenen Angaben ein „ungebildeter Konsument“, da er ein „großer Fan“ von Final Fantasy war, aber nicht wusste, dass das Unternehmen für die Serie verantwortlich war. Er mochte vor allem die frühen 3D-Spiele, darunter D und Titel aus der Myst-, Resident-Evil- und Metal-Gear-Serie. Während seiner Zeit als CEO versuchte Wada proaktiv, so viele westliche Spiele wie möglich zu spielen, darunter Uncharted 2: Among Thieves und Call of Duty: Modern Warfare 2, und gab den Mitarbeitern von Square Enix Kommentare zu diesen Spielen ab.